# Orlando Carlo de’ Rossi

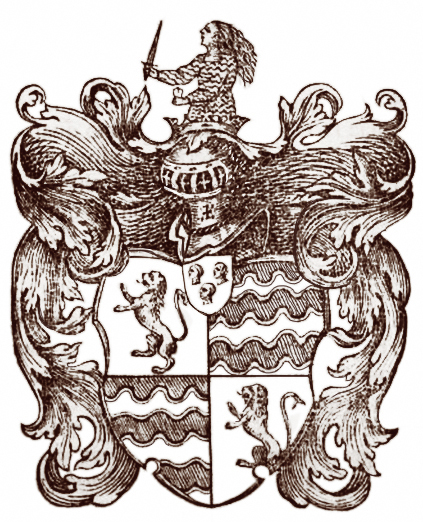
Wappen der Rossis

Orlando Carlo de’ Rossi (* 16. Jahrhundert, Mantua; † 17. Jahrhundert) war ein italienischer Condottiere und Adliger, sowie Gouverneur von Montferrat.

## Biografie
Orlando Carlo war der Sohn von Ferrante de’ Rossi und Polissena Gonzaga.
Er wurde vermutlich in Mantua in der zweiten Hälfte des 16. Jahrhunderts geboren. Wie sein Vater Ferrante war er in Diensten der Familie Gonzaga und nahm 1595 zusammen mit dem Herzog von Mantua, Vincenzo I. Gonzaga, am Langen Türkenkrieg im Range eines Kavalleriekolonells an der Spitze von 400 Reitern teil.
1608 wurde er von Vincenzo I. Gonzaga zum Ritter des Ordens des Erlösers ernannt.
Orlando Carlo wurde später in das Gebiet der Markgrafschaft Montferrat gesandt, über das die Gonzagas nach dem Aussterben der Dynastie der Palaiologen die Herrschaft ausübten: 1610 wurde der Gouverneur von Casale, 1611 ernannte ihn der Herzog von Mantua zum Markgrafen von Casorzo und schließlich 1613 zum Gouverneur von Montferrat.
Als Gouverneur beaufsichtigte er die Befestigung von Casale.

## Verwandte
Orlando Carlo war in erster Ehe mit Ippolita Gonzaga verheiratet und in zweiter Ehe mit Giovanna Martelli. Er hatte vier Kinder:
- Elisabetta;
- Ferrante, Condottiere in Diensten der Republik Venedig;
- Agnese;
- Arrigo, Condottiere in Diensten der Gonzagas.

## Ehrungen
- 1608: Ritter des Ordens des Erlösers